# Nyctereutes
Nyctereutes là một chi động vật có vú trong họ Chó, bộ Ăn thịt. Chi này được Temminck miêu tả năm 1838. Loài điển hình của chi này là Nyctereutes procyonoides.

## Loài

### Loài tồn tại
- Nyctereutes procyonoides (Lửng chó)
- Nyctereutes viverrinus (Lửng chó Nhật Bản)

### Loài hóa thạch
- †Nyctereutes abdeslami 3.6—1.8 Mya (Morocco)[1]
- †Nyctereutes donnezani 9.0—3.4 Mya (Eastern Europe, Spain)
- †Nyctereutes megamastoides (Europe)
- †Nyctereutes sinensis 3.6 Mya—781,000 years ago (Eastern Asia)[2]
- †Nyctereutes tingi
- †Nyctereutes vinetorum
- †Nyctereutes lockwoodi

## Hình ảnh

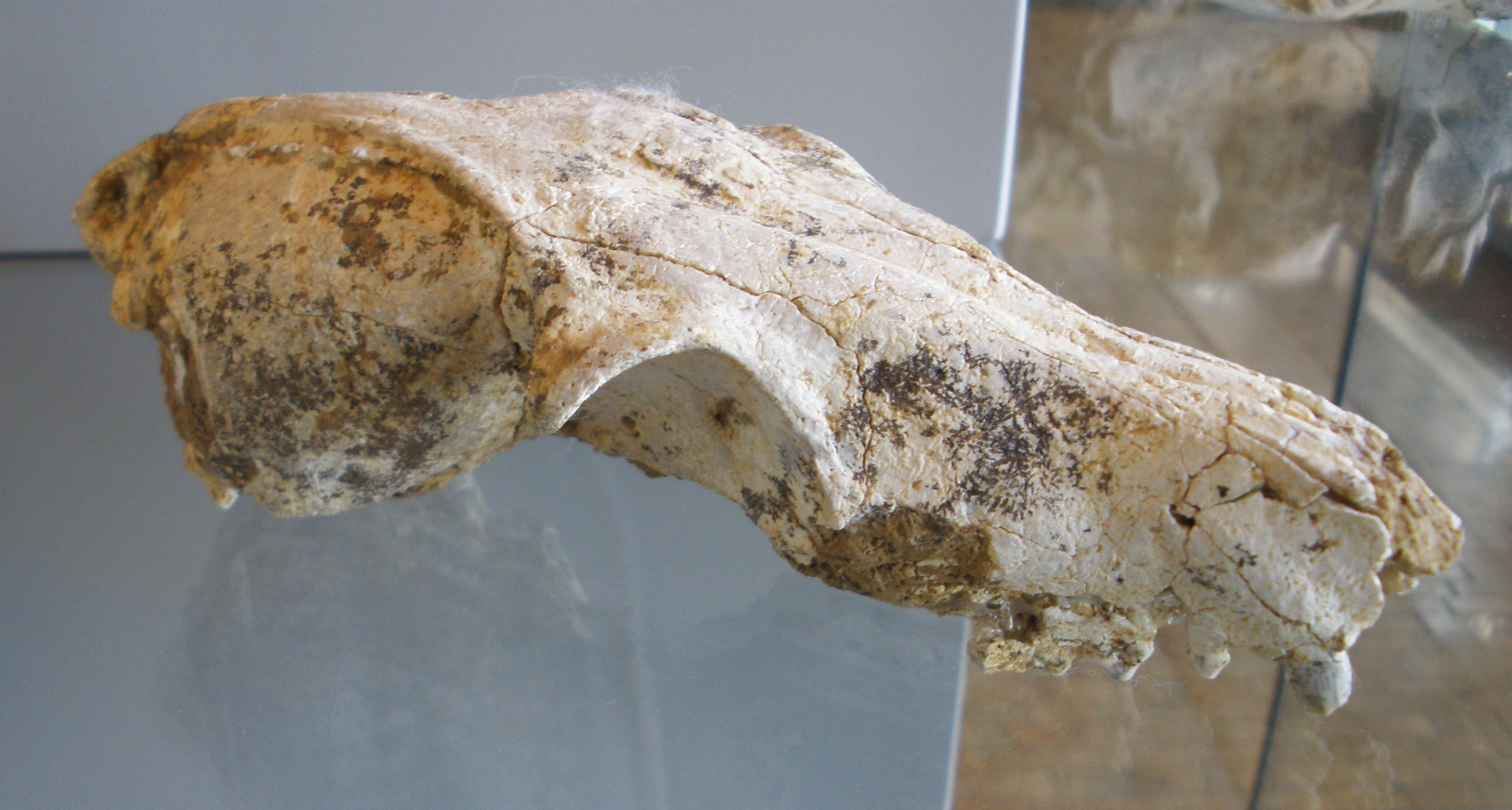
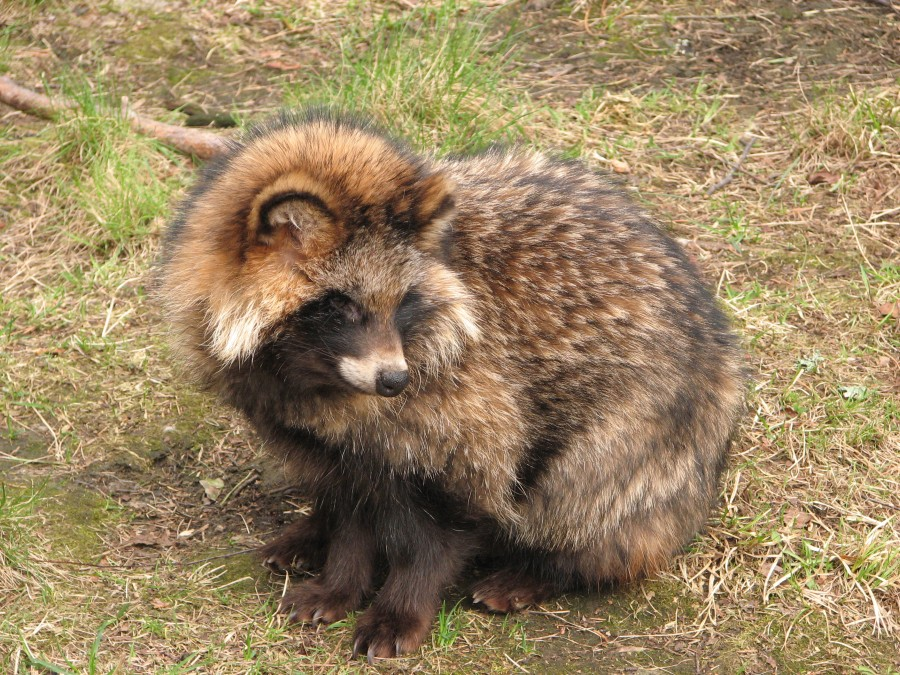
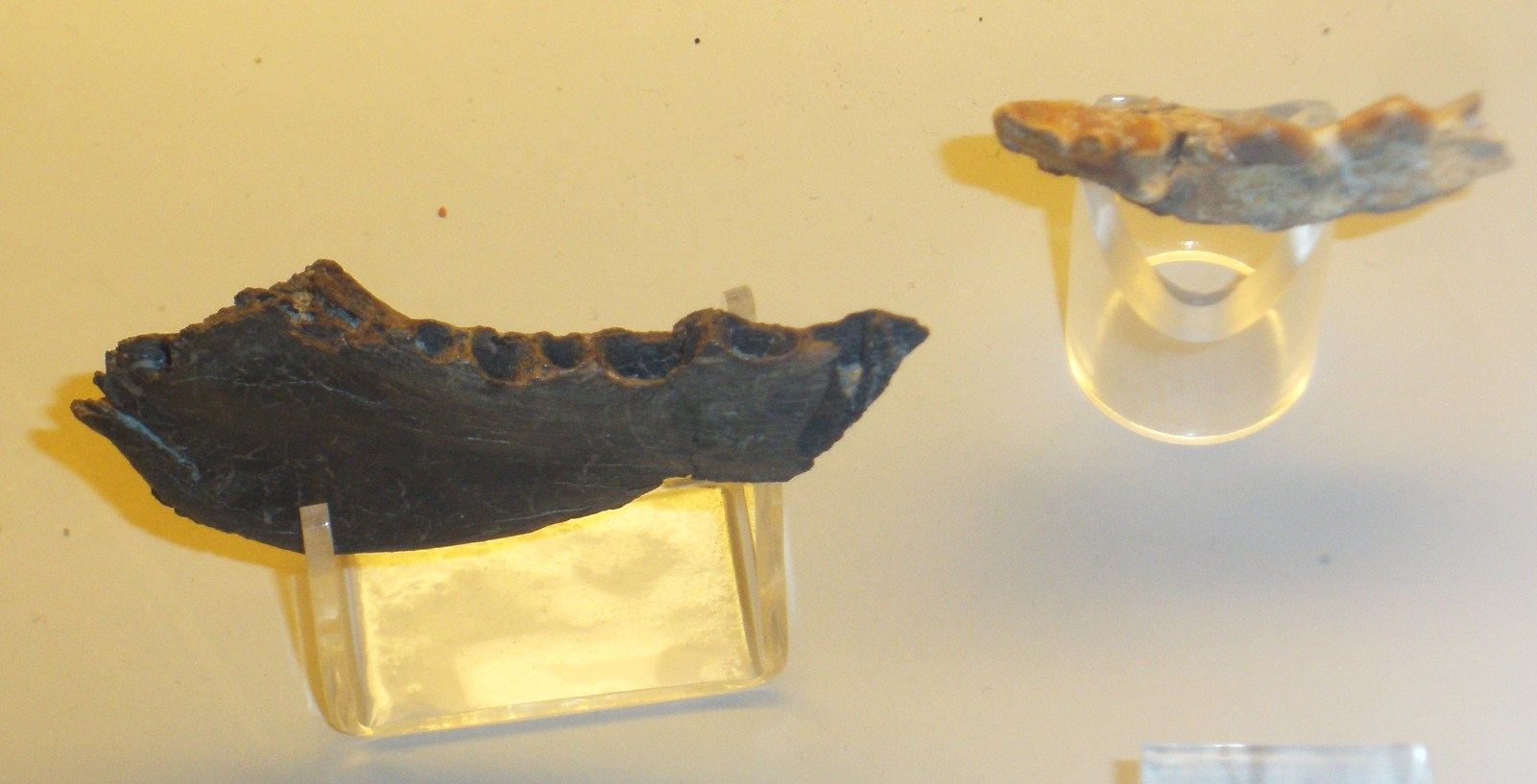